# Біломорсько-Балтійський канал імені Сталіна (книга)

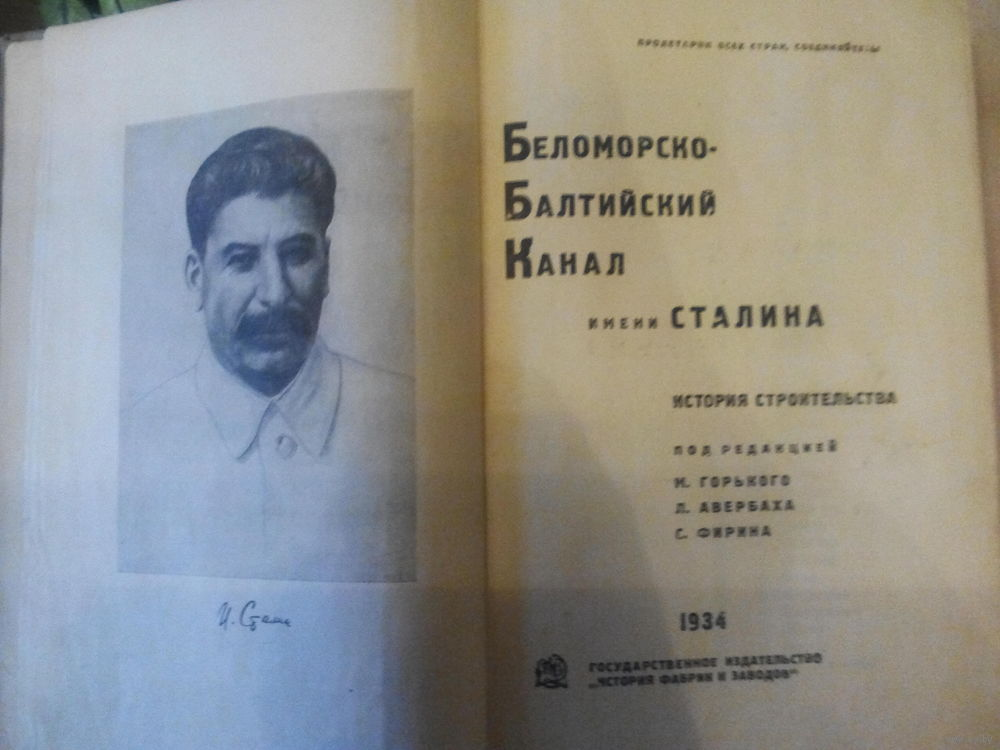
Перший розворот видання

«Біломорсько-Балтійський канал імені Сталіна: Історія будівництва, 1931—1934 рр.» — колективна монографія 36 радянських письменників під редакцією М. Горького, Л. Л. Авербаха, С. Г. Фіріна, присвячена Біломорканалу. Створено за указом ЦВК СРСР за участю ОДПУ. Випустило 1934 року видавництво «ОГИЗ» трьома тиражами, загальний тираж 114 000 прим. 1937 року практично весь тираж вилучено з обігу та знищено. Низка літераторів — членів авторського колективу — у явній чи неявній формі зазнали різних репресій

## Історія
Офіційно будівництво першого в СРСР судноплавного каналу почато 16 жовтня 1931 року і завершено 20 червня 1933 року. Наглядали за будівництвом керівник органів держбезпеки Г. Г. Ягода та начальник ГУЛАГу М. Д. Берман, очолював Л. Й. Коган. Відмінність Біломорканалу від інших будівництв п'ятирічки в тому, що на його будівництві «вперше застосовано робочу силу виключно ув'язнених». Історики свідчать про крайню тяжкість умов життя ув'язнених Білбалтлагу — виробіток, що «перевищує єдині всесоюзні норми» в поєднанні з голодним пайком та кліматичними умовами Приполяр'я. Згідно з планом Й. В. Сталіна, 227-кілометровий канал пробито за 600 днів силами понад 100 тисяч ув'язнених за практично повної відсутності технічних засобів.
У липні 1933 року каналом проїхали Й. В. Сталін, К. Є. Ворошилов і С. М. Кіров. За свідченнями очевидців, Сталін був незадоволений побаченим і схарактеризував канал як «мілкий і вузький». Урочисте відкриття «Біломорсько-Балтійського каналу імені тов. Сталіна» відбулося 2 серпня 1933 року. 5 серпня повідомлення про відкриття опубліковано в газеті «Правда». Незабаром навколо Білбалтлагу розгорнуто широку газетну кампанію, ключовим словом якої став неологізм «перековування».

## Задум книги
Вважають, що ідея колективної поїздки письменників на Біломорканал виникла в М. Горького, їй передувало відвідування письменником 1929 року Соловецького табору особливого призначення, враження про яке відбиті в нарисі «Соловки». Горький оцінив табір, як «небувалий, фантастично вдалий досвід перевиховання суспільно небезпечних людей в умовах вільної суспільно корисної праці». 7 вересня 1931 року в «Правді» опубліковано статтю Горького про серію «ОГИЗ» «Історія фабрик і заводів», однією з тем, запланованих у серії монографій, названо Біломорканал.
У розробці ідеї та народженні задуму книги про Біломорканал брали участь товариш і родич письменника Г. Г. Ягода (заступник голови ОДПУ) і брат дружини Ягоди Л. Л. Авербах (секретар серії ОГИЗу «Історія фабрик та заводів»). Ідея зустріла підтримку «нагорі».

Офіційне замовлення створення книги під керівництвом ОДПУ зафіксовано в Указі ЦВК з нагоди відкриття каналу і опубліковано в центральних газетах 5 серпня 1933 року, де сказано:
Доручити ОДПУ Союзу РСР видати монографію будівництва Біломорсько-Балтійського каналу імені т. Сталіна.Оригінальний текст (рос.)
Поручить ОГПУ Союза ССР издать монографию строительства Беломорско-Балтийского канала имени т. Сталина/

## Перші кроки
17 серпня на пароплаві з Ленінграда на Біломорканал вирушили на екскурсію 120 письменників та митців із республік СРСР — росіяни, українці, євреї, узбеки, карели та ін. Серед них були багато відомих письменників — О. Толстой, Вс. Іванов, Михайло Зощенко, Б. Пильняк, Л. Леонов, В. Катаєв, М. Шагінян, Віра Інбер, Ільф і Петров та інші. Перед від'їздом в одній із парадних зал готелю «Асторія» влаштували святкове застілля — за свідченням учасника, «враження від бенкету підсилювало те, що він відбувався голодного 1933 року». Начальник Білбалтлагу та заступник начальника ГУЛАГу С. Фірін виступив перед учасниками екскурсії з тривалою доповіддю, він супроводжував їх у подорожі.

Поїздка зайняла 6 днів. Спілкування письменників із «каналоармійцями» відбувалося під контролем представників ОГПУ через корабельні поруччя. За свідченням одного з учасників поїздки, О. О. Авдєєнка, екскурсантів приймали за вищим розрядом:
|  | З тієї хвилини, як ми стали гостями чекістів, для нас почався комунізм. Їмо і п'ємо за потребами, ні за що не платимо. Копчені ковбаси. Сири. Ікра. Фрукти. Шоколад. Вина. Коньяк...Оригінальний текст (рос.) С той минуты, как мы стали гостями чекистов, для нас начался коммунизм. Едим и пьём по потребностям, ни за что не платим. Копчёные колбасы. Сыры. Икра. Фрукты. Шоколад. Вина. Коньяк… |

В одному із ув'язнених Білбалтлагу письменники впізнали свого колегу по перу — поета-футуриста С. Алимова, який працював редактором табірної газети «Перекуття» (рос. Перековка). Коли з ним заговорили, він заплакав. Начтаб С. Г. Фірін виправив конфуз, достроково звільнивши Алимова прямо під час екскурсії.

1989 року дружина Вс. Іванова актриса Т. Іванова, яка брала участь у поїздці, згадувала:
|  | Показували мені особисто і тоді явні „потьомкінські села“. Я не могла втриматися й запитувала і Всеволода, і Михайла Михайловича Зощенка: невже ви не бачите, що виступи перед вами „перекованих“ кримінальників — театральна вистава, а котеджі в палісадниках, із посипаними чистим піском доріжками, з квітами на клумбах, лише театральні декорації? Вони мені щиро відповідали (обидва вірили в моливість так званого „перекування“), что для перевиховання людини її насамперед слід помістити в дуже хорошу обстановку, зовсім не схожу на ту, з якої вона потрапила в злочинний світ<…> І нехай це видасться неймовірним, але й Всеволод і Михайло Михайлович їм вірили. А найголовніше, хотіли вірити!Оригінальний текст (рос.) Показывали для меня лично и тогда явные „потёмкинские деревни“. Я не могла удержаться и спрашивала и Всеволода, и Михала Михалыча Зощенко: неужели вы не видите, что выступления перед вами „перековавшихся“ уголовников — театральное представление, а коттеджи в палисадниках, с посыпанными чистым песком дорожками, с цветами на клумбах, лишь театральные декорации? Они мне искренне отвечали (оба верили в возможность так называемой „перековки“), что для перевоспитания человека его прежде всего надо поместить в очень хорошую обстановку, совсем не похожую на ту, из которой он попал в преступный мир. <…> И пусть это покажется невероятным, но и Всеволод и Михал Михалыч им верили. А самое главное, хотели верить! |

Горький був організатором подорожі, але сам у ній участі не брав. Він приєднався до бригади в кінці поїздки, 25 серпня, в Дмитрові, де проходив зліт ударників-каналоармійців, і де оголошено та підтримано письменниками ідею створення колективної збірки про Біломорканал. Поїздку письменників висвітлювала преса.
Першим результатом поїздки були газетні публікації численних інтерв'ю її учасників із повідомленнями про бажання використати отримані враження в літературній роботі. Пізніше в пресі повідомлялося, що про відкриття каналу написано «сотні нарисів та газетних статей».

## Авторський колектив
У роботі над книгою брали участь 36 авторів: Л. Авербах, Агапов, С. Алимов, Г. Берзінь, С. Буданцев, С. Булатов, Є. Й. Габрилович, М. Гарнич, Г. Гаузнер, С. Гехт, К. Горбунов, М. Горький, С. Диковський, М. Дмитрієв, К. Зелінський, М. Зощенко, Вс. Іванов, Віра Інбер, B. Катаєв, М. Козаков, Г. Корабельников, Б. Лапін, О. Лебеденко, Д. Мирський, Л. Нікулін, B. Перцов, Я. Рикачов, Л. Славін, О. Тихонов, О. Толстой, К. Фінн, З. Хацревін, B. Шкловський, А. Ерліх, Н. Юргін, Бруно Ясенський.

## Робота над книгою
У грудні 1932 року група письменників у скороченому складі вирушила на Біломорканал збирати матеріал. Редакторами книги визначено М. Горького, Л. Авербаха та начтаба С. Фіріна. Колективна монографія готувалася в серії ОГИЗу «Історія фабрик і заводів». Відповідно до принципів серії, книга мала поєднувати «строгу документальність з яскравістю і наочністю викладу, доступністю широкому колу читачів».
Книгу створював колектив із 36-ти авторів, які раніше належали до найрізноманітніших літературних напрямків і угруповань, до початку 1930-х років переважно розгромлених. Серед авторів були теоретик групи конструктивістів К. Зелінський, ідеолог формальної школи В. Шкловський, колишні ліфівець В. Перцов, «Серапіонові брати» М. Зощенко та Вс. Іванов, раппівці, колишні емігранти Д. Мирський і футурист С. Алимов, польський письменник та французький комуніст Бруно Ясенський та інші. Йоахим Клейн зазначає, що «книга про перевиховання ув'язнених» була покликана слугувати «також перевихованню авторів — йдеться про „новий тип письменника, активного будівника соціалізму“».

Хід роботи над книгою учасники висвітлювали в пресі: «після повернення з екскурсії „ми склали план книги <…> За планом було розділено роботу: кожен автор отримав на руки план усієї книги з точним визначенням свого завдання, куди саме, на якому матеріалі, в якому сюжетному зв'язку мають друкуватися його шматки“». 
Для роботи автори «розподілилися за „бригадами“». У репортажах йшлося про «перший приклад тісної та бойової літературної співдружності»; авторський колектив визначали як «перший літературний колгосп СРСР».
Більшість фотографій для книги зробив О. Родченко, який провів на каналі кілька місяців.

## Структура та авторство глав
У книзі 15 розділів, що представляють, переважно, плід «колективної праці», за винятком 3-х авторських (дві — Горького та одна — Зощенка), «Коротка бібліографія» з переліком використаних для підготовки книги матеріалів. Подарункове видання супроводжувалося додатком — «Перелік технічних, жаргонних слів і скорочень», в інших виданнях його не було.

У видавничій преамбулі зазначено:
За текст книги відповідають усі автори. Вони допомагали одне одному, доповнювали одне одного, правили одне одного. Тому вказати на індивідуальне авторство було нерідко складно.Оригінальний текст (рос.)
За текст книги отвечают все авторы. Они помогали друг другу, дополняли друг друга, правили друг друга. Поэтому указание индивидуального авторства было нередко затруднительным.
У змісті книги розподіл участі зазначено так:
1. Правда соціалізму — М. Горький
2. Країна та її вороги — Г. Гаузнер, Б. Лапін, Л. Славін
3. ГПУ, інженери, проєкт — С. Буданцев, М. Дмитрієв, М. Козаков, Г. Корабельніков, Д. Мирський, В. Перцов, Я. Рикачов, В. Шкловський
4. Ув'язнені — К. Горбунов, Вс. Іванов, Віра Інбер, З. Хацревін, B. Шкловський
5. Чекісти — C. Алимов, Г. Берзінь, Вс. Іванов, В. Катаєв, Г. Корабельніков, Л. Нікулін, Я. Рикачов, В. Шкловський
6. Люди змінюють професію — Г. Берзінь, Є. Габрилович, М. Дмитрієв, О. Лебеденко, З. Хацревін, В. Шкловський
7. Каналоармійці — С. Алимов, Г. Берзінь, С. Буданцев, С. Диковський, М. Дмитрієв, М. Козаков, Я. Рикачов, В. Шкловський
8. Темпи та якість — Б. Агапов, С. Буданцев, М. Гарнич, М. Дмитрієв, Віра Інбер, Я. Рикачов, В. Шкловський, Н. Юргін
9. Добити класового ворога — Б. Агапов, К. Зелінський, Вс. Іванов, Віра Інбер, З. Хацревін, Бруно Ясенський
10. Штурм Вододілу — С. Алимов, К. Горбунов, М. Дмитрієв, Вс. Іванов, Я. Рикачов, В. Шкловський
11. Весна перевіряє канал — Б. Агапов, С. Алимов, Г. Берзінь, М. Гарнич, С. Диковський, М. Дмитрієв, Вс. Іванов, Віра Інбер, Л. Нікулін, B. Шкловський, А. Ерліх
12. Історія одного перековування — М. Зощенко
13. Імені Сталіна — С. Булатов, С. Гехт, Вс. Іванов, Я. Рикачов, О. Толстой, В. Шкловський
14. Товариші — Л. Авербах, С. Буданцев, Г.Гаузнер, Віра Інбер, Б. Лапін, Л. Славін, К. Фінн, Н. Юргін
15. Перший досвід — М. Горький

Відзначаючи патетику в назвах розділів, критик Андрій Мірошкін зазначає, що ці назви не завжди відповідають змісту.

## Сюжет
Видавнича анотація представляла книгу так:
Історія будівництва Біломорсько-Балтійського каналу ім. Сталіна, здійсненого за ініціативою тов. Сталіна під керівництвом ОДПУ, силами колишніх ворогів пролетаріату. Яскраві приклади виправно-трудової політики радянської влади, яка перековує тисячі соціально-небезпечних людей на свідомих будівельників соціалізму. Героїчна перемога колективно організованої енергії людей над стихіями суворої природи півночі, здійснення грандіозної гідротехнічної споруди. Типи керівників будівництва — чекістів, інженерів, робітників, а також колишніх контрреволюціонерів, шкідників, куркулів, злодіїв, проституток, спекулянтів, перевихованих працею, які отримали виробничу кваліфікацію та повернулися до чесного трудового життя.Оригінальний текст (рос.)
История строительства Беломорско-Балтийского канала им. Сталина, осуществлённого по инициативе тов. Сталина под руководством ОГПУ, силами бывших врагов пролетариата.

Яркие примеры исправительно-трудовой политики советской власти, перековывающей тысячи социально-опасных людей в сознательных строителей социализма.

Героическая победа коллективно организованной энергии людей над стихиями суровой природы севера, осуществление грандиозного гидротехнического сооружения.

Типы руководителей стройки — чекистов, инженеров, рабочих, а также бывших контрреволюционеров, вредителей, кулаков, воров, проституток, спекулянтов, перевоспитанных трудом, получивших производственную квалификацию и вернувшихся к честной трудовой жизни.
Критики XXI століття виділяють в основі сюжету подвійну інтригу — підкорення природи російської Півночі та боротьбу з «дореволюційним минулим» у свідомості ув'язнених. Історію будівництва каналу з її злетами й кризами взято за хронологічну вісь оповіді, на неї нанизуються історії життя працівників ОДПУ й «перековуваних» ув'язнених.
Зазначаючи, що «назва книги оманлива — це не так історія будівництва, як педагогічна поема, яка представляє зону як інститут перевиховання (перековування) злочинців колективною працею», Вікторія Шохіна вказує, що соціально-педагогічну спрямованість книги відбито вже в змісті: будівельники каналу проходять шлях від «В'язнів» (гл. 4), до «Каналоармійців» (гл. 7), і нарешті «Товаришів» (гл. 14). Переломним моментом будівництва та кульмінацією твору стає штурм вододілу (гл. 10).
Завершується книга утопією, що представляє Москву кінця 1930-х років портом п'яти морів.

## Жанр та художні особливості
Самі автори книги визначали її жанр як роман, так само називали книгу й автори публікацій про історію її створення на початку 1930-х років. На такому жанровому визначенні сходяться й дослідники та критики XXI століття.
Один із авторів, Г. Гаузнер, розповідаючи про створення книги, підкреслював, що вона «має не просто бути набором „нарисів“, але являти собою „цілісний роман“, „із зав'язкою, розв'язкою і наскрізною дією“, „окремі тексти різних її авторів слід було скласти так, щоб виникло відчуття монолітної єдності“.
Інший учасник видання критик Д. Мирський зазначав у романі новаторство — відсутність індивідуального героя і звичної фабули; вставні елементи тексту, такі як фотографії та статистичні діаграми; такі образотворчі форми, як свідчення очевидців, автобіографії та інтерв'ю».
За оцінкою Є. Добренка, «…ця книга — величезний, імовірно, найбільший радянський виробничий роман… перш за все — це зразковий соцреалістичний роман, який ще зберіг елементи авангарду».
В. Шохіна зазначає, що книгу створено в дусі експериментів популярного в СРСР наприкінці 1920-х — початку 1930-х років американського письменника Дос Пассоса, який поєднує у творі різні типи оповіді. В єдину художню тканину тексту вбудовано біографію та автобіографію героїв, газетні хроніки, документи часу (портрети, фотографії, карти, постанови, накази, телеграми, художньо оброблені стенограми, «десятки історій трудколективів і зведених фаланг» тощо), фольклор (або псевдофольклор); нариси науково-популярного характеру (про мінеральні ресурси Карелії, принципи шлюзування суден тощо), політичні пасажі, ліричні відступи тощо.
За оцінкою критика, «зовнішні ознаки документального» покликані стверджувати «достовірність книги» — при тому, що в романі «активно використовується художня вигадка»: «…не тільки в тому сенсі, що автори брешуть, приховуючи непривабливу правду про табір. Але й у безкорисливішому — вони застосовують до суто документальної розповіді суто літературні прийоми: внутрішній монолог, реконструкцію подій, ретроспективу тощо. І самі… зізнаються: „Життєписи цих людей виправлено, очищено, доповнено“».

## Видання 1934 року
Літературознавці відзначають рекордні терміни підготовки видання — 600-сторінкова книга побачила світ через пів року після екскурсії. Рукопис здано до набору 12 грудня 1933 року і надруковано за 38 днів «наскрізною ударною бригадою» в кількості 122 осіб у Типо-літографії ім. Воровського. Книга побачила світ 20 січня 1934 року і 26 січня її вручали делегатам XVII з'їзду партії більшовиків — будівництво-«штурм» увічнила книга-«аврал».

«На пропозицію всього авторського колективу» книгу присвячено XVII з'їзду партії більшовиків, що проходив у Москві від 26 січня до 10 лютого 1934 року, подарункове виконання призначалося для подарунків делегатам. На авантитулі значилося:
Цією книгою Оргкомітет Спілки радянських письменників рапортує XVII з'їзду партії про готовність радянських письменників служити справі більшовизму і боротися своїми художніми творами за вчення Леніна-Сталіна, створення безкласового, соціалістичного суспільства.Оригінальний текст (рос.)
Этой книгой Оргкомитет Союза советских писателей рапортует XVII съезду партии о готовности советских писателей служить делу большевизма и бороться своими художественными произведениями за учение Ленина-Сталина, за создание бесклассового, социалистического общества.
Книга вийшла у видавництві «ОГИЗ» трьома тиражами у двох варіантах формату. Перший, подарунковий 4000-тисячний тираж у форматі ін-кватро — в суперобкладинці та тканинній палітурці, з виконаним художником-скульптором П. Тайожним спеціально для книги медальйоном-портретом Сталіна (чорнений латунний барельєф), з лясе. Суперобкладинку, палітурку, титульний аркуш і шмуцтитули виконав М. Ільїн. Книгу супроводжував ілюстративний ряд — фотографії, схеми та малюнки малого формату йшли в тексті; 17 смугових ілюстрацій (фотографії, карти) — на окремих аркушах, прокладених кальками ; були також 3 розкривні вклейки (2 фотографії та 1 карта), малюнки на форзацах. Кольорові карти СРСР, Карелії та Біломорканалу виконали художники О. Дейнека, Є. Мачальська, Я. Янош. Ціна видання становила 12 крб.
Оформляла книжку бригада художників під керівництвом О. Тихонова: М. Бабенчиков, Ж. Гаузер, М. Дмитрієв, М. Ільїн, А. Лемберг, О. Родченко, А. Тихонов, Я. Янош.
Друге видання (30 000 прим.) у форматі ін-октаво — також у суперобкладинці, у ледериновій палітурці з блінтовим тисненням (портрет-медальйон, назва книги); з набірними авантитулом, титульним аркушем і шмуцтитулами, портретом Сталіна на фронтиспісі та чорно-білими ілюстраціями: 1 — на розвороті, 15 — після шмуцтитулів, 3 — смугові, 108 — ½-смугові, ¼-смугові та малого формату. Ціна становила 8 крб (Палітурка 1 крб 50 коп).
Третє — масове видання (80 000 прим.), ін-октаво — у сірій тканинній палітурці з тисненим медальйоном. Ціну на книзі не вказано.
Загальний тираж становив 114 тис. прим.

## Доля книги, героїв та авторів
7 квітня 1937 року заарештовано і 15 березня 1938 року розстріляно одного з головних героїв книги Г. Ягоду. У 1937—1939 роках розстріляно й інших героїв і редакторів книги — С. Фіріна, Л. Авербаха, Л. Когана, М. Бермана.
Репресії зазнали й автори. За звинуваченням у шпигунстві розстріляно 1938 року Бруно Ясенського, 1939 року загинув у таборі Д. Мирський. Дружина Бруно Ясенського Г. Берзінь провела в таборах та засланнях 16 років, С. Гехт — 8 років. Загинув у таборі С. Буданцев, звинувачений у «контрреволюційній пропаганді». Репресовано й розстріляно наприкінці 1930-х більшість учасників XVII з'їзду ВКП(б), якому присвячено книгу. 1938 року ліквідовано серію «Історія фабрик і заводів».
Книга вилучено з обігу, практично весь тираж знищено. «Знищували її 1937 року й приватні власники, не бажаючи нажити за неї терміну, — свідчив у 1970-ті роки Солженіцин у „Архіпелазі ГУЛАГ“. — Тепер уціліло дуже мало примірників, і немає надії на перевидання…». У низці вцілілих екземплярів книги вирвано фотографії «ворогів народу», замазано частини тексту; найчастіше бібліофіли відзначають втрати суперобкладинки та портрета Г. Ягоди перед третім розділом.
«Виходило, що книга наочно і яскраво свідчила про відсутність класового чуття в письменників, насамперед у Горького, — зазначає В. Шохіна. — Вони проморгали класових ворогів, оспівали їх як товаришів, відданих радянській владі. Більш того, як вищий тип людської особистості, як зразок нової людини».

## Оцінки
За оцінкою одного з головних учасників видання М. Горького: «Соціальне значення книги полягає в тому, що вона — перший і вдалий досвід колективної роботи авторів, вкрай різноманітних за своїми індивідуальними обдаруваннями».
Сучасні дослідники зазначають, що Горький «злегка лукавив» — першим у СРСР колективним романом був створений 25 авторами роман «Великі пожежі (роман)» (1927), у якому брали участь і дехо з авторів «Біломорканалу» (С. Буданцев, М. Зощенко, Віра Інбер, Л. Нікулін, О. Толстой).
Назвав книгу про Біломорканал — «формату як церковне Євангеліє, як на Тисячолітнє Царство попереду» — «урочисто-ганебною», «яка вперше в російській літературі прославила рабську працю», О. Солженіцин включив її до джерел роботи над «Архіпелагом ГУЛАГ», зазначивши її авторів наприкінці списку свідків «Архіпелагу».
За оцінкою критика газети «Книжное обозрение» А. Мірошкіна, портретам та біографіям чекістів відведено «чи не центральне місце» в книзі, вона — «своєрідний гімн ОДПУ та його тодішньому керівнику Генріху Ягоді. І гімн, на жаль, дуже талановитий…»: «Ідеальним героєм революційного романтизму мав стати чекіст. І він ним став».
Наголошуючи, що книга «робить свій внесок у той всеосяжний уявний світ, який характерний культурі сталінського часу», І. Клейн (нім. Joachim Klein) вказує, що насамперед її слід розглядати як явище не мистецтва, а пропаганди: «Своєю документальною основою книга про Біломорканал претендує на значущість так званої „літератури факту“. Але враження про перевірність та відповідність фактам, яке вона намагається створити, ґрунтується на ілюзії. <…> Як твір соціалістичного реалізму вона відповідає фактам лише в поодиноких пунктах — загалом вона орієнтована не на реальність, а на офіційні уявлення про неї…».

## Наступні видання
1935 року в Америці та Англії вийшов скорочений переклад книги, який виконала в Москві англійська письменниця-соціалістка Амабель Вільямс-Елліс (англ. Amabel Williams-Ellis; 1894—?), яка була на XVII з'їзді і виступила на ньому з промовою. Видання супроводжувала передмова перекладачки, яка представила англомовним читачам книгу з позиції радянських органів держбезпеки.
1977 року переклад Вільямс-Елліс перевидано у вигляді репринту.
1998 року анонімний видавець випустив репринтне (за винятком обкладинки) перевидання російської версії книги з короткою передмовою, де пояснено мотиви перевидання. Головною цінністю книги видавець назвав те, що «це документ епохи… вона описує час очима людей, які жили в ньому. Можна по-різному ставитися до того часу, до того соціального ладу, цієї книги та її авторів — це право кожного. Але щоб хоч якось до всього цього ставитися, треба хоча б щось про все це знати. <…> Минуле мститься, якщо про нього забувають».

### Книги
- Беломорско-Балтийский канал имени Сталина: История строительства, 1931—1934 гг = [Заг. на обл. : Канал имени Сталина] / под ред. М. Горького, Л. Авербаха, С. Фирина. — М. : ОГИЗ, 1934. — 616 с. — (История фабрик и заводов)
- Беломорско-Балтийский канал имени Сталина : История строительства, 1931—1934 гг. = [Репр. изд. 1934 г.] / под ред. М. Горького, Л. Авербаха, С. Фирина. — Б. м. : Б. и., 1998. — 616 с.
- The White Sea canal: being an account of the construction of the new canal between the White Sea and the Baltic Sea / M. Gorky; L. Averbakh; S. Firin; transl. by A. Williams-Ellis. — L. : John Lane, 1935. — 356 p.(англ.)
- Солженицын А. Архипелаг ГУЛАГ. 1918—1956. Опыт художественного исследования / Александр Солженицын. — Екатеринбург : У-Фактория, 2006. — С. 11. — 552 с. — ISBN 978-5-9757-0165-7.
- Солженицын А. Ч. 3: «Истребительно-трудовые», гл. 3: «Архипелаг даёт метастазы» // Архипелаг ГУЛАГ. 1918—1956. Опыт художественного исследования / Александр Солженицын. — Екатеринбург : У-Фактория, 2006. — С. 65—82. — 564 с. — ISBN 978-5-9757-0162-6.
- Добренко Е. Политэкономия соцреализма. — М. : Новое литературное обозрение, 2007. — (Б-ка журн. «Неприкосновенный запас») — ISBN 5-86793-482-9. Архівовано березень 23, 2016 на сайті Wayback Machine.
- НЭПовсская оттепель, под ред. Н. В. Корниенко, ИМЛИ РАН, 2010
- Гаганова А. А. Производственный роман: кристаллизация жанра. М., Литературный институт им. Горького, 2015

### Статті
- Клейн И. Беломорканал: литература и пропаганда в сталинское время / пер. с нем. М. Шульмана под ред. автора. — Новое литературное обозрение. — М., 2005. — № 71.
- Мирошкин А. Писатели, строители, чекисты // Книжное обозрение : газета. — М., 1998. — Вип. 14 квітня (26 липня).
- Шохина В. Роман о Беломорканале // Русский журнал. — М., 2014. — Вип. 15 квітня (26 липня). Архівовано з джерела 5 травня 2021.